# 후아닌 가르시아
후아닌 가르시아(스페인어: Juanín García)로 잘 알려진 후안 안토니오 가르시아 로렌사나(스페인어: Juan Antonio García Lorenzana, 1977년 8월 28일~)는 스페인의 은퇴한 핸드볼 선수로 현역 시절 포지션은 레프트윙이다. 2008년 하계 올림픽에서 동메달을 획득한 스페인 대표팀의 일원이다.